# Edward Zorinsky
Edward F. Zorinsky (ur. 11 listopada 1928 w Omaha, zm. 6 marca 1987 tamże) – amerykański polityk pochodzenia żydowskiego ze stanu Nebraska.
Urodzony w największym mieście Nebraski, Omaha, Zorinsky uczęszczał na University of Minnesota, Creighton University, oraz University of Nebraska. W latach 1950–1973 pracował w handlu tytoniem i słodyczami. W roku 1973, jako członek Partii Republikańskiej został wybrany burmistrzem Omaha.
Jednakże w roku 1976 przystąpił do konkurencyjnej Partii Demokratycznej, aby zostać mianowanym senatorem po przejściu na emeryturę zajmującego dotychczas ten fotel Romana L. Hruski, republikanina.
Jako senator był politykiem umiarkowanego skrzydła demokratów, którego nie zaliczano do liberałów. Czasami głosował wraz z dawnymi kolegami, republikanami. Myślano nawet w pewnym momencie, że przyłączy się do nich ponownie, ale ten został w obecnej swej partii.
Zorinsky został wybrany na własną kadencję. Urząd senatora Stanów Zjednoczonych piastował do roku 1987, kiedy to zmarł w wyniku ataku serca, jakiego doznał podczas przyjęcia w Omaha Press Club